# 溫佶
温佶（?—?），字辅国，以字行。唐朝太原郡祁县人，温大雅四世孙，南郑县令温景倩之子。
安禄山之乱，温佶去见平原郡太守颜真卿，帮助他守城献计。李光弼也非常厚待他。后来居住在邺郡，薛嵩推荐他入朝，担任太常丞，一谢薛嵩就离开了，隐居在郊野，世人推重他高节。其子温邈、温造、温遜。温造子温琯，字子候；温璋。